# Vautour (contre-torpilleur)
Pour les articles homonymes, voir Vautour (homonymie).
Le Vautour est un contre-torpilleur français de la classe Aigle.

## Histoire
Le Vautour est construit par les Forges et chantiers de la Méditerranée Graville. Il est mis sur cale le 21 février 1929. Lancé le 28 août 1930, il entre en service actif le 6 janvier 1932, sous le commandement du capitaine de frégate Louis Collinet.
Il est coulé lors du sabordage de la flotte française à Toulon le 27 novembre 1942. Renfloué le 17 juillet 1943 par les Allemands, il est coulé par des bombardiers lourds de la 15 U.S. Air Force lors du raid du 4 février 1944.